# Juan Carlos Lastiri Quirós
Juan Carlos Lastiri Quirós (Zacatlán, Puebla; 21 de diciembre de 1966) es un abogado y político mexicano, miembro del Partido Revolucionario Institucional. Actualmente se desempeña como Subsecretario de Planeación, Evaluación y Desarrollo Regional de la Secretaría de Desarrollo Social de México a cargo de Rosario Robles Berlanga. Es secretario Ejecutivo del Consejo de la Cruzada Nacional contra el Hambre.

## Reseña biográfica
Nació el 21 de diciembre de 1966 en Zacatlán Puebla. Es abogado egresado de la Benemérita Universidad Autónoma de Puebla. 
Dentro del Partido Revolucionario Institucional ha sido secretario técnico del Consejo Político Estatal; secretario general de la Confederación de Organizaciones Populares; secretario de Organización del Frente Juvenil Revolucionario; presidente del Comité Municipal; presidente del Comité Seccional y delegado político regional.
En el Estado de Puebla ha sido diputado local por la LIV Legislatura; Presidente municipal Constitucional de Zacatlán; subsecretario de Enlace y Desarrollo Social; subsecretario de Coordinación y Desarrollo Regional; y secretario de Desarrollo Social del Gobierno del Estado de Puebla.
Fue diputado federal a la LXI Legislatura de México y secretario técnico de la Comisión Nacional de Desarrollo Social. En diciembre de 2012 el Presidente de México, Enrique Peña Nieto, lo nombra Subsecretario de Prospectiva, Planeación y Evaluación de la Secretaría de Desarrollo Social de México.
En el año 2014 recibió  de José Graziano da Silva en representación del Presidente Enrique Peña Nieto y la Secretaría de Desarrollo Social el galardón entregado por la FAO a México por haber reducido la prevalencia de la subalimentación del 6,9 % en 1990-1992 al 4,6 % en 2012-14, Objetivo de Desarrollo del Milenio-1.
En el año de 2015, el 8 de septiembre Rosario Robles tomó protesta a Juan Carlos Lastiri Quirós como Subsecretario de desarrollo Urbano y Vivienda de la Secretaría de Desarrollo Agrario, Territorial y Urbano (SEDATU) , uno de sus logros a partir de su arribo a la Subsecretaría fue haber reducido hasta en 7% el rezago en vivienda.
El 30 de octubre de 2019 fue reportada su detención en la ciudad de Zacatlán por lo que inicialmente fue reportado como un comando armado, que hacía temer que se tratara de un levantón o secuestro; sin embargo de forma posterior se confirmó que habría sido detenido por su presunta relación en la investigación de la denominada «Estafa maestra». Sin embargo, el día siguiente 31 de octubre, la Fiscalía General de la República negó su detención, desconociéndose su paradero. Finalmente el 1 de noviembre trascendió que habría sido liberado.